# 丹利爾特·保文
丹利爾特·保文（英語：Danleigh Borman，1985年1月27日—），一般称作保文，1985年1月27日生于開普敦，南非职业足球运动员，现效力于美國職業足球大聯盟球会紐約紅牛。